# Lac de l'Ascension
Le lac de l'Ascension est un lac des Hautes-Alpes situé proche de La Roche-de-Rame à 2 301 m d'altitude. Accessible uniquement à pieds (depuis Le Lauzet) il offre notamment une vue sur le Pelvoux.

## Géographie
De 5 hectares de superficie, il est large de 240 m environ et long de 240 mètres.

## Le sens de la randonnée
Cette randonnée peut s’effectuer dans les deux sens. Toutefois, le sens décrit, propose une ascension jusqu’au collet du Peyron banale. Du collet, belle descente surplombante sur les lacs. Descente du lac de l’Ascension dans une belle gorges avec vue plongeante sur la vallée de la Durance.
Dans l’autre sens, tout ce qui est beau est derrière soi et il y a également une "remontée" de 159m. Quand on a la possibilité de faire un circuit, il serait dommage de se contenter d’un simple aller-retour.
De plus, du collet du Peyron, on a une vue sur l’ensemble des lacs ce qui permet de s’orienter pour les visiter tous.